# Tahyna Tozzi
Pour les articles homonymes, voir Tozzi.
Tahyna Valentina Tozzi est une actrice et top-model australienne née le 24 avril 1986 à Cronulla, Australie.

## Biographie
Son père est italien, sa mère néerlandaise. Sa sœur, Cheyenne Tozzi, est aussi top-model.

## Filmographie

### Cinéma
- 2009 : X-Men Origins: Wolverine : Emma Frost, sœur de Kayla / Silver Fox
- 2009 : Beautiful : Suzie
- 2010 : Needle : Mary Matthews
- 2011 : Trophy Kids : Quinn Thorndike
- 2013 : Chasing Clouds (court-métrage)
- 2014 : The Ever After : Mme Sanders
- 2014 : The Last Light : Jenny
- 2014 : Julie : Sadie

### Télévision
- 2005 - 2006 : Blue Water High (série télévisée) : Perri Lowe
- 2008 : The Strip (série télévisée) : Kristal Cade (saison 1, 3 épisodes)
- 2008 : Les Experts: Manhattan (CSI: Manhattan) (série télévisée) : Quinci Feeney (saison 5, épisode 11)
- 2009 : Eleventh Hour (série télévisée) : Une modèle (saison 1, épisode 17)
- 2009 : Les Experts: Las Vegas (CSI: Las Vegas) (série télévisée) : Olivia Hamilton (saison 10, épisode 1)
- 2011 : Charlie's Angels (série télévisée) : Amanda Kane (saison 1, épisode 3)